# Александър Попов (революционер)
Вижте пояснителната страница за други личности с името Александър Попов.
Александър Попметодиев (Попов) Гочев е български учител и революционер, деец на Вътрешната македоно-одринска революционна организация.

## Биография
Попов е роден в 1870 или 1879 година в Мустафа паша в Османската империя, днес в България в семейството на поп Методи Гочев. Баща му и брат му Димитър Попов съща са дейци на ВМОРО. В 1899 година завършва Одринската гимназия „Доктор Петър Берон“. Учителства в Свиленград и е секретар на околийския революционен комитет. В 1902 година присъства на Пловдивския конгрес на Одринския окръг. В 1903 година преди Илинденско-Преображенското въстание е арестуван, осъден на 5 години и лежи в Одринския затвор. През 1904 година след амнистия е освободен и отново е учител в родния си град.